# USS Los Angeles (ZR-3)

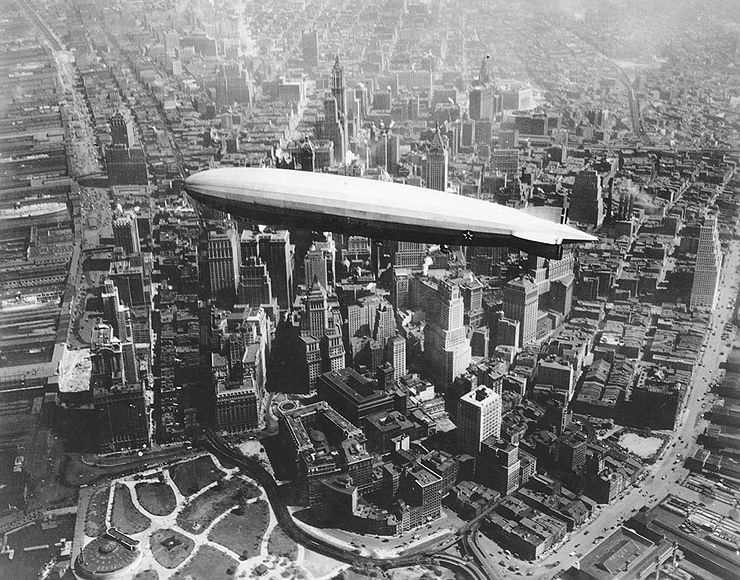
Vzducholoď Los Angeles

Vzducholoď LZ 126, byla v roce 1924 vyrobena na zakázku námořnictva USA Zeppelinovou společností v Německu. Po úspěšném přeletu Atlantiku byla předána americkému námořnictvu a byla přejmenována na USS Los Angeles (ZR-3). Jednalo se o patrně nejúspěšnější americkou vzducholoď, která bez nehod sloužila dalších 16 let.
Výroba vzducholodě LZ 126 byl diplomatický úspěch Hugo Eckenera, kterému se podařilo nabídnout stavbu vzducholodě americké vládě (v rámci válečných reparací) i přes to, že Anglie i Francie byly proti. Německo mělo po prohrané válce stavbu vzducholodí zakázánu, dokonce muselo rozebrat všechny vzducholodní hangáry. Ústupkem bylo omezení objemu vzducholodi z původně plánovaných 98 000 m³ na 70 000m³ a to, že byla stavěna jako civilní. Stavba začala v roce 1922.
Vzducholoď poprvé vzlétla 27. srpna 1924. Po otestování odstartovala ráno 13. října k přeletu Atlantiku. Letu velel Hugo Eckener. Nejprve letěla vzducholoď k Azorským ostrovům, poté narazila na protivítr, který hrozil vyčerpáním paliva ještě před dosažením Ameriky. Z USA už dokonce vyrazily záchranné lodi. Eckener na základě údajů z těchto lodí rozhodl o cestě severním směrem a vzducholoď se obrovským obloukem svezla po okraji tlakové níže téměř k Newfoundlandu. Dne 15. října 1924 v 9:52 dorazila na letiště u New Yorku.

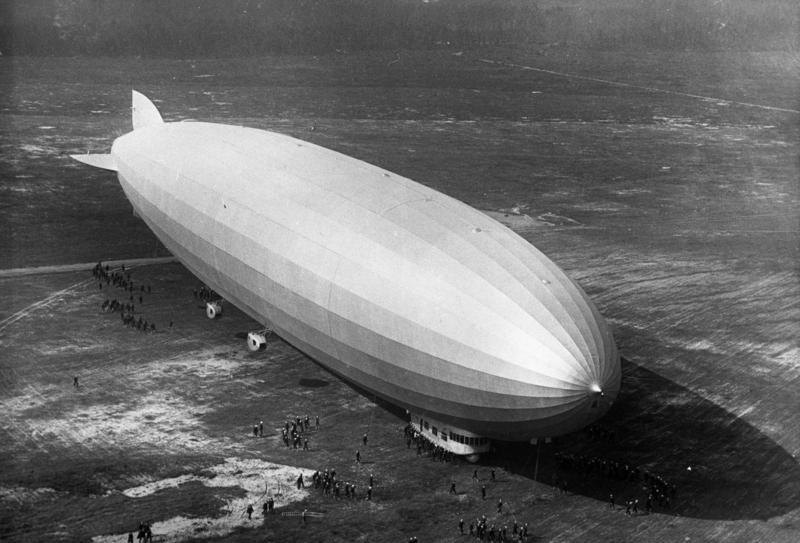
Vzducholoď Los Angeles na fotografii z roku 1932

V USA byl vypuštěn vodík, se kterým vzducholoď vykonala cestu přes Atlantik a vzducholoď byla naplněna bezpečnějším héliem, které bylo získáno ze vzducholodi USS Shenandoah (ZR-1). Hélium bylo v té době vzácné a tak se jeho nedostatek musel řešit tímto způsobem – uzemněním jedné vzducholodě, aby druhá mohla operovat.
Po předání americkému námořnictvu sloužila jako cvičná vzducholoď. Byla mezi letci velmi oblíbena, protože původně civilní určení zajišťovalo posádce nezvykle komfortní podmínky. Sloužila mimo jiné i k testům startů a přistání letadel (později využito při stavbě vzducholodí Akron a Macon). Při této příležitosti na Los Angeles přistával a startoval cvičný dvoumístný dvouplošník Consolidated N2Y-1. V roce 1930 se experimentovalo s vypouštěním kluzáku Prüfling, který byl speciálně za tímto účelem zakoupen z Německa. Účelem bylo vymyslet způsob, jak při přistávání vzducholodi dopravit na zem školeného důstojníka, který by řídil přistávací čety na zemi. Ačkoliv zkoušky dopadly úspěšně, v praxi se nepoužíval. Dne 17. října 1931 na vzducholodi poprvé v rámci zkoušek přistál i stíhací Curtiss F9C Sparrowhawk.
Vyřazena byla v roce 1939 a rozebrána v srpnu 1940.

## Technické parametry
- Objem: 74 160 m³
- Délka: 	200,56 m
- Průměr:	27,61
- Motory: 5 × 400 KS (294kW)
- Max. rychlost 121,6 km/h
- Nosnost: 38 000 kg